# 王恕 (光緒進士)
王恕（?—?），安徽省寧國府涇縣人，清朝政治人物、同進士出身。
光緒二十一年（1895年），参加光緒乙未科殿試，登進士三甲74名。同年五月，授内阁中书。